# Honza
Honza ist ein männlicher Vorname, der häufig in Tschechien vorkommt.
Honza ist eine Rufform von Jan, abgeleitet vom deutschen Hans, das wiederum eine Kurzform des Vornamens Johannes  ist. Abwandlungen bzw. Verkleinerungsformen  von Honza sind Honzík, Honzku oder Honzíček.
Namenstag ist jeweils der 24. Juni.